# شاه‌نشین

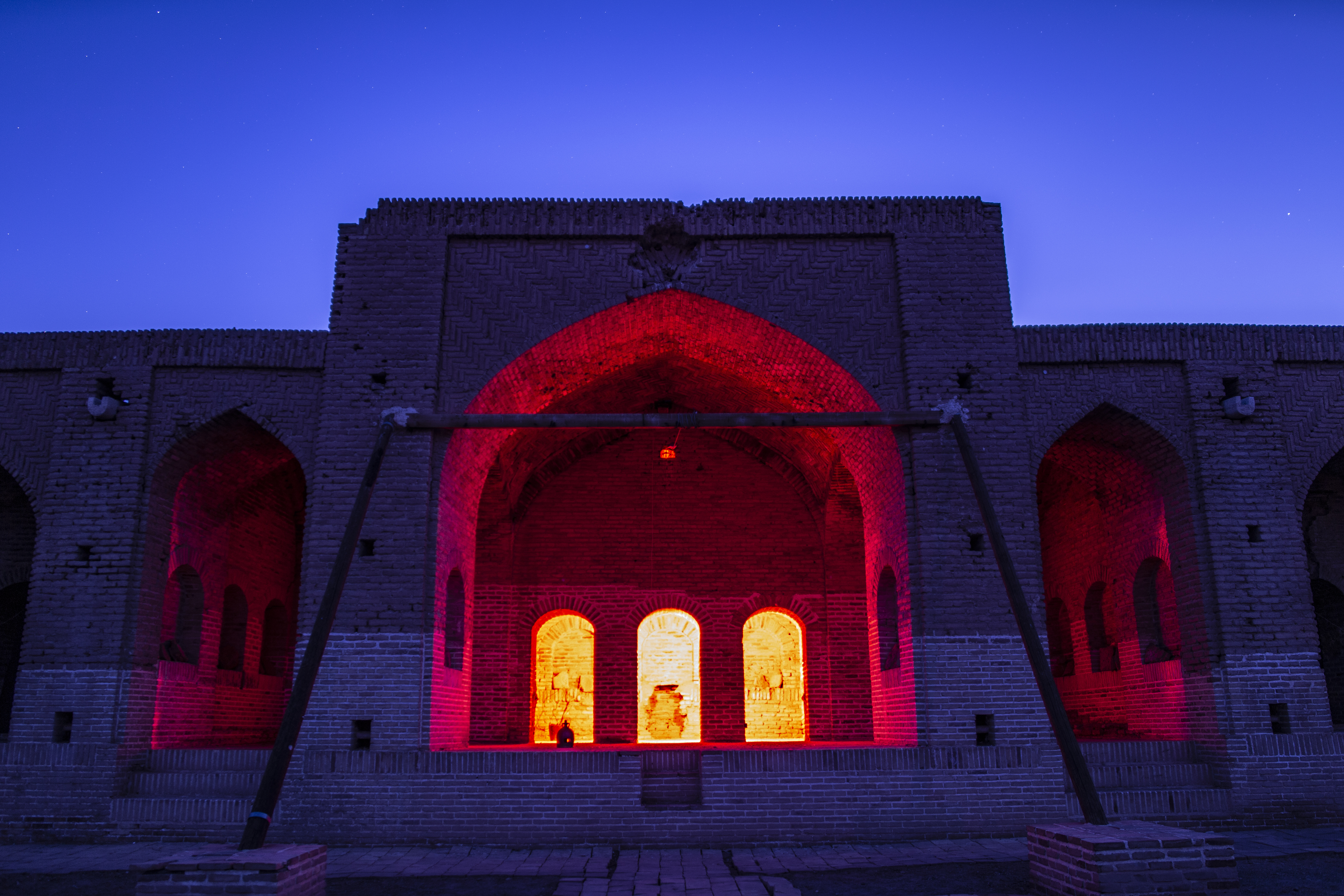
بخشی موسوم به شاه نشین در کاروانسرای ساسانی دیر گچین

شاه‌نشین در معماری ایرانی قسمتی است که در شمال اندرونی قرار می‌گرفته و آفتاب‌خور بوده، بزرگتر و به آن سه‌دری یا پنج‌دری نیز گفته می‌شود. شاه‌نشین اتاقی است با ارتفاع نسبتاً بلند که معمولاً ارتفاع آن دوبرابر دیگر اتاق‌های خانه بود، در قسمت بالای این ارتفاع، سقف نیم‌گنبدی قرار می‌گرفت و چون ارتفاع زیاد بود باعث خنک شدن اتاق می‌شد.
شاه نشین‌ها با تزئینات خاصی نظیر نقاشی، شیر و شکر در زیر گنبد و در زمان قاجار با آیینه‌کاری همراه بود. گچ‌بری‌های نفیس به همراه تندبری‌ها در اطراف اجاق و نقاشی‌های شیشه‌ها نیز از جمله این تزئینات به‌شمار می‌رفت. یک ارسی (پنجره) بالا رو، با شیشه‌های رنگی همراه با الحاقات مربوط به آن نیز در اتاق شاه‌نشین وجود داشت که اغلب سه‌دری یا پنج‌دری بود.
درست در مقابل شاه‌نشین یک حوض بزرگ ساخته می‌شد و چون آب ذاتاً خنک است، باعث می‌شد هوای مطبوعی در اتاق جریان یابد؛ به این ترتیب که هوای داغ به سمت بالا و طاق نیم گنبدی می‌رفت و هوای سرد بین شاه‌نشین و حوض در جریان بود.
از سوی دیگر به دلیل آنکه شاه‌نشین آفتاب‌خور و مایل به حوض است، اشعه‌های آفتاب که به سطح آب برخورد می‌کرد، با زاویه‌ای شکسته شده و به ارسی برخورد می‌کرد و باعث می‌شد، صفحه‌ای با شیشه‌های رنگی منقوش روی سقف انعکاس یابد و همانند پروانه‌هایی در بالای سقف با حرکت آب به حرکت درآید. همچنین هم‌زمان با تغییر جهت آفتاب، با برخورد نور به شیشه‌های ارسی، فرش رنگینی در کف زمین ایجاد می‌شد.
شاه‌نشین (به انگلیسی: Alcove) در معماری اروپایی، بخش کوچکی از یک اتاق یا یک دهانه قوسی (مانند دیوار) است. این بخش تا حدی توسط عناصر عمودی مانند دیوارها، ستون‌ها و نرده‌ها محصور شده است.

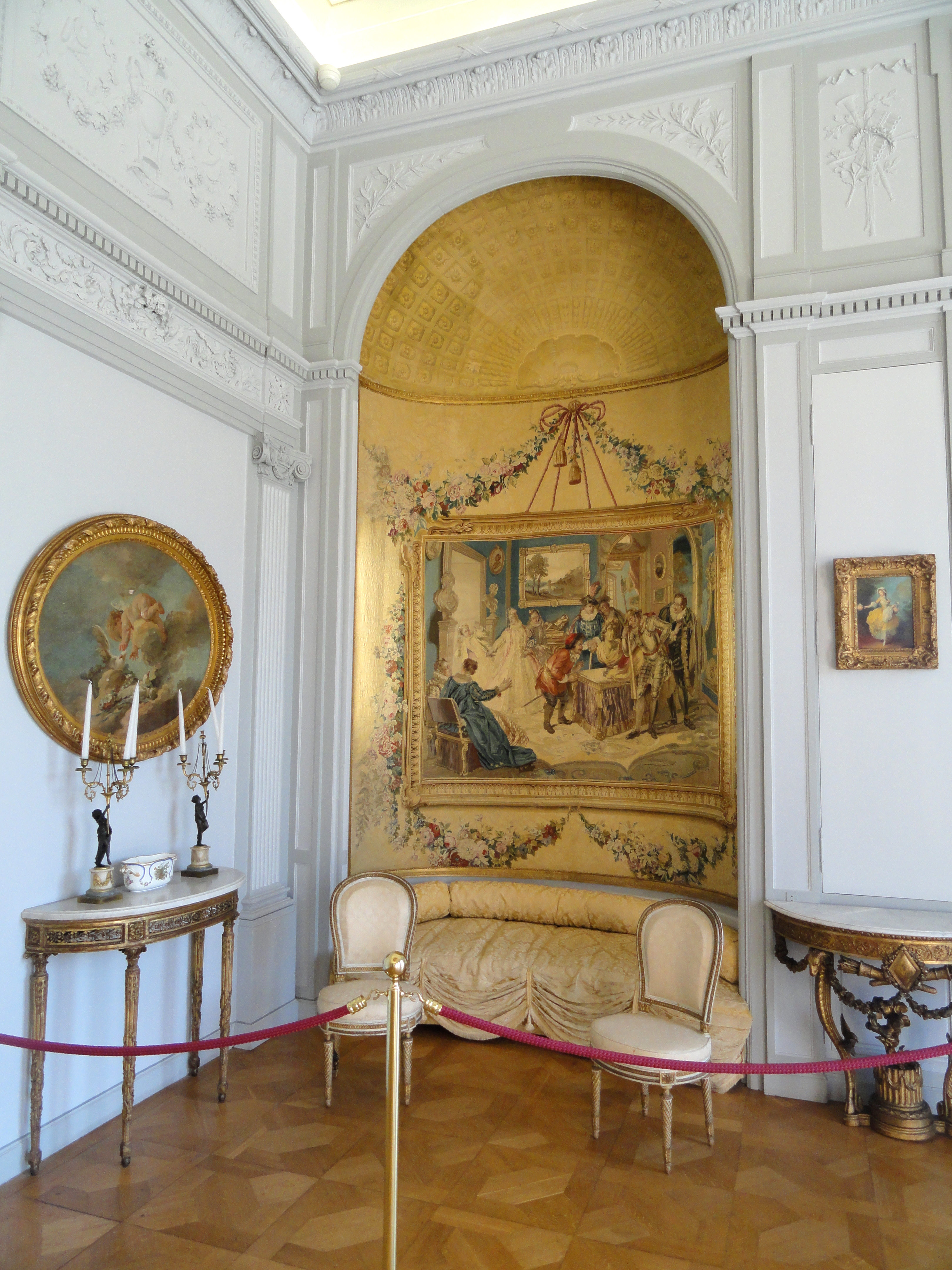
شاه‌نشین در «Villa Ephrussi de Rothschild»

## دیگر کاربردهای شاه‌نشین
- تو رفتگی داخل پنج‌دری‌ها است که کمی از سطح زمین بالاتر بوده و معمولاً بزرگ خانه یا مهمان در آن می‌نشینند.
- یک فضای تو رفته با سقف نیم‌گنبدی با فضایی مانند یک طاقچه گود، که در این معنی آن را نشیمن نیز می‌خوانند.
- بخشی از تالار که بلندتر از دیگر قسمت‌هاست.[۴]
- شاه‌نشین هم چنین نام قله‌ای است بر روی خط الراس سراسری توچال، شاه‌نشین در غرب قله توچال قرار گرفته و از ایستگاه ۷ تله‌کابین توچال هم قابل دسترسی است. ارتفاع شاه‌نشین ۳۸۷۶ متر است.